# 比较神话学

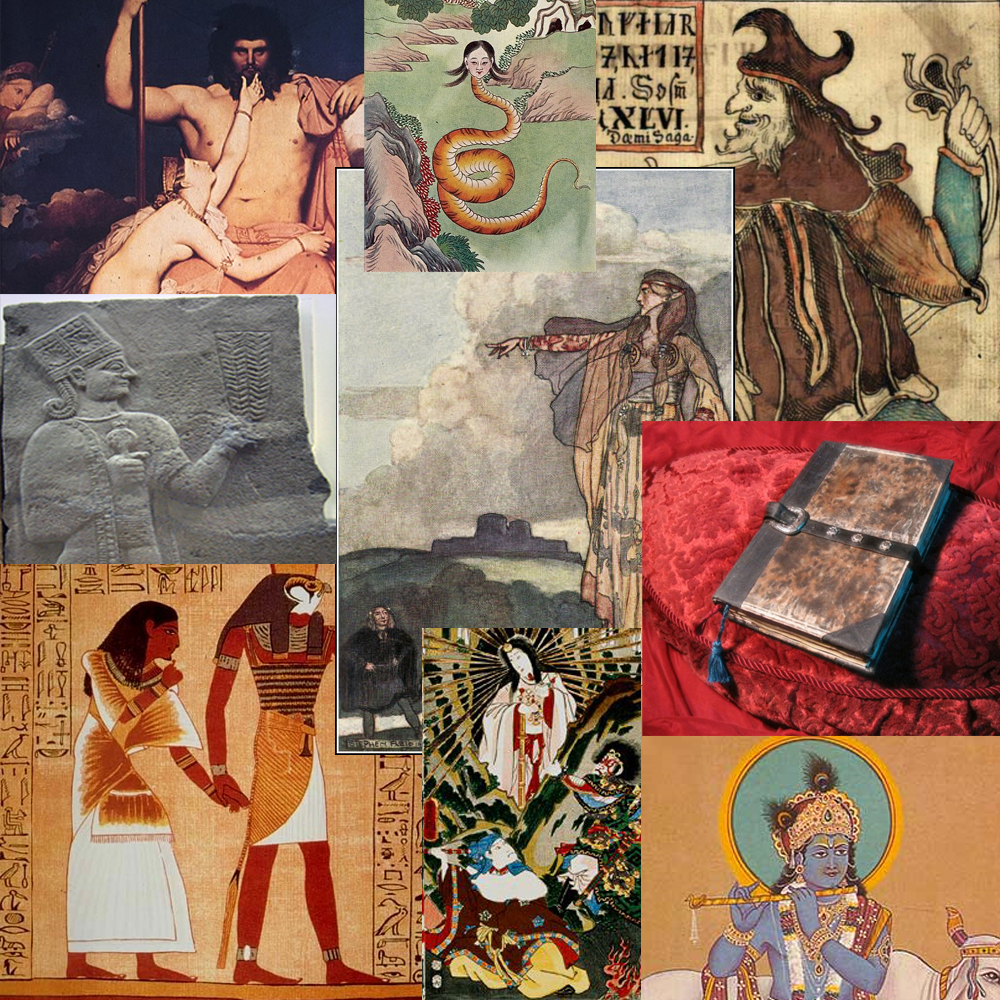
各种神话

比较神话学是将不同文化的神话进行比较以找出它们共同的主题和特点。比较神话学服务于多种学术目的，如学者利用不同神话之间的关系去追溯宗教和文化的发展，提出不同文化中的神话的共同起源，以及支持多种心理理论。

## 比较主义者和排他主义者
人类学家斯科特·利特尔顿将比较神话学定义为“对来自多种文化中的神话和神话主题进行的系统比较”。通过比较不同文化的神话，学者们试图发现那些神话潜在的相似之处或是重建那些神话衍生来源的原型神话。在一定程度上，所有有关神话的理论都遵循了比较的研究方法：如宗教学者罗伯特·西格尔指出的那样，“按照定义，所有（神话）理论家都在寻找神话中的相似点。”不过，神话学者可以粗略分为排他主义者和比较主义者。排他主义者强调神话之间的区别。而比较主义者则强调神话之间的相似之处。排他主义者倾向于“坚持认为比较主义者解密的相似之处是含糊肤浅的”，而比较主义者倾向于“认为排他主义者描述的区别是琐碎偶然的”。
用比较的方法研究神话很受十八、十九世纪学者的青睐。他们当中许多学者相信所有的神话都显示出了衍生自同一个神话或神话主题的迹象。例如，十九世纪语文学学者馬克斯·繆勒曾领导的思想学派几乎把所有神话都解释为对太阳活动的诗化描述。根据这一理论，那些诗化描述随着时间失去本意变成了看上去有关神和英雄的各种故事。然而，当今学者更倾向于排他主义，对有关神话的宽泛表述表示怀疑。这一趋势的一个例外是约瑟夫·坎贝尔的單一神話理论。另一个最近的例外是是麦克·魏策尔在重建更加古老的神话的众多后续层次时遵循的历史方法。

## 比较神话学研究方法
比较神话学家来自各个领域，包括民俗学、人类学、历史、语言学和宗教学，他们运用多种方法比较神话。下面这些就是一些重要的比较神话学的方法。

### 语言学
一些学者着眼于不同文化神话间的语言学关系。例如不同文化间神的名字的相似处。这一方法的突出成功案例之一就是印欧神话的研究。学者们发现了欧洲和印度不同文化之间在神话和宗教术语使用上的惊人相似之处。譬如希腊神话的天神宙斯、罗马神话的天神朱庇特以及印度天神特尤斯拥有在语言学上相同的名字。
这暗示希腊人，罗马人和印度人源自共同的祖先文化。宙斯、朱庇特、特尤斯和日耳曼的提爾（英格兰的战神之日）来自一个更古老的名字Dyēus，它指的是天神，或另一个英语同根词，即原始印欧语系宗教的日神。

### 结构
一些学者寻找不同神话共有的潜在结构。民俗学家弗拉基米尔·雅可夫列维奇·普罗普提出许多俄罗斯童话有共同的情节结构，在每个童话里，某些特定事件会以可预见的顺序发生。相比之下，人类学家克勞德·李維-史陀以神话中各元素的抽象关系而非他们在情节中的顺序来审视其结构。克洛德相信神话中的元素可以被组织成二元对立形式（生对熟，自然对文化，诸如此类）他认为神话的目的是调和这些对立关系，藉此解决人类生活或文化中发现的基本冲突或矛盾。

### 心理学
有的学者提出来自不同文化的神话揭示了在那些文化中起作用的相同或类似的心理力量。一些弗洛伊德派思想者已经在许多不同文化中找到了与希腊的俄狄浦斯故事相似的故事。他们认为这些故事反映了恋母情结在那些文化中的不同表达。同样地，荣格心理学派业已发现了出现在许多不同文化的神话中的形象、主题和模式。他们相信这些相似之处源自出现在每个人头脑中潛意識层面的原型。

### 历史的和比较
一种兼具历史和比较的新方法最近由麦克·魏策尔提出。他比较了从冰岛、埃及到玛雅文化等多种文化的神话故事集，重建了年代越来越久远的神话，与之平行但不一定依赖于语言家族。最突出的共性是从创世和造人延伸至世界和人类结局的故事线。这一特征见于欧亚和美洲的北方神话中（劳亚大陆），而撒哈拉沙漠以南的非洲，新几内亚和澳大利亚的南方神话中而无该特征（冈瓦那大陆）。后者更加古老，上溯至65000年前智人从非洲扩散时期。以这两种重建为基础，他提出了关于（起源的）粒線體夏娃神话的一些想法。密切关注考古学、古生物学、遗传学和语言学的大体平行的进展。他也暗示说这些石器时代的神话还留存在现代宗教中。

### 系统发生学
像基因一样，神话也以血统渐变的过程发展。生物和神话的演化之间惊人的相似处允许使用计算机数据推测进化相关性，并为某一神话家族机那里最有可能的系統發生樹。以神话素建立的神话发展史显然支持低水平的横向传播（借用），历史（有时是史前）扩散和断点进化。此外，从数据上而言，原始版本可以重建。此外，神话发展史也是一种测试有关民间故事间跨文化关系理论的潜在有力方式。

## 一些神话上的相似之处
比较神话学已发现了不同文化间神话的诸多相似之处，包括一些流传极为广泛的重复出现的主题和情节元素。下面就是一些例子。

### 洪水神话
世界各种文化都讲述了大洪水的故事。在许多故事中，洪水只留下了一位或一组幸存者。例如巴比伦的吉尔伽美什史诗和希伯来圣经都讲述了灭亡人类的全球洪水和把地球物种带上船从而拯救了它们的单个个人。唯一洪水幸存者的故事出现在印度神话、阿茲特克神話、希腊神话杜卡利翁、北欧神话諸神的黃昏以及古兰经。

### 创世牺牲
许多文化都有神灵之死创造现实的重要组成部分的故事。这些神话在种植粮食（尤其是块茎植物）的文化尤其普遍。其中一个这样的神话来自印度尼西亚斯兰岛的维米尔民族，讲述了一位神奇怀孕名为Hainuwele的姑娘，她被谋杀的尸体发芽成长为人们的主食作物。中国神话的盘古，印度吠陀神话的 神我和北欧神话的尤彌爾全部都讲述了一位被杀的创世宇宙巨人。与此相似的是基督的基督教神话，而基督死后重塑了世界。

### 垂死之神
许多神话都以神死后并往往重生为特征。这样的神话在近东神话中尤其普遍。人类学家詹姆斯·弗雷澤在其多卷作品《金树枝》中比较了这些将死之神的神话。埃及神明欧西里斯和美索不达米亚神明塔木兹就是将死之神的例子，而希腊的阿多尼斯（尽管是个凡人）神话经常被拿来和欧西里斯神话作比较，狄俄倪索斯神话也以死亡和重生为特征。一些学者已经注意到将死之神的多神论故事和拿撒勒的耶稣的基督教故事之间的相似处。早期的基督教时代就已经意识到了这些相似点，当时教父游斯丁就曾讨论过。

### 英雄故事的结构
数位学者暗示来自多种文化的英雄故事有相同的潜在结构。西格蒙德·弗洛伊德的追随者奥图.兰克认为英雄出生的故事有共同的俄狄浦斯式结构。其他学者，包括拉格兰勋爵和最近的约瑟夫·坎贝尔也认为英雄故事拥有共同的结构。一些比较神话学家只在具体的地理或民族范围内的英雄故事中寻找相似点。例如，奥地利学者约翰·格奥尔格·范·哈恩试图找出雅利安人英雄故事背后的共同结构。其他人如坎贝尔，提出了有关一般英雄故事的理论。根据坎贝尔的单一神话理论，世界各地的英雄故事拥有相同的情节结构。因为其极端的比较本质，单一神话理论目前已不受主流神话研究青睐。

### “世界之轴”
许多神话都提到了一个位于世界中心并作为宇宙不同层次间联系点的地方。“世界之轴”经常以圣树或其他神话物件为标志。例如很多神话都描述了连接天地和地狱之间的大树或天柱。吠陀，印度，中国，及古日耳曼人都有以宇宙之树为特征的神话，宇宙之树的枝桠直达苍穹，根直达地狱。

### 泰坦之战
许多文化都有几个年轻、更文明的神明征服或是与代表混乱力量的几个年老神明作斗争的创世神话。在印度神话中，年轻的“提婆”（神）与年龄大些“阿修罗”的（魔鬼）作战，尽管他们两人都是梵天的孙子迦叶波所生。在希腊的泰坦之战神话中， 奥林匹亚众神打败了年纪更大更原始的泰坦，并建立了宇宙的秩序。与此相似，代表生命和光亮的凯尔特神与代表死亡和黑暗的古代神灵弗摩利族作斗争。
这种神征服魔鬼-秩序征服无序的神话在印欧神话中尤其普遍。一些学者暗示这些神话反映了古代的印欧人在欧洲和印度扩张时对当地人的征服。 不过，非印欧文化也有此类神话。比如，很多近东神话包括一种“战斗神话”，在战斗神话中一名正义之神和邪恶或是混乱之魔作斗争。巴比伦的埃努瑪·埃利什即是一例。

### 退隐上帝
很多文化信仰一位与人类隔断联系的上神。历史学家米尔恰·伊利亚德，将这位上神称为“退隐上帝”，尽管这一术语被更广泛地用来指称任何不经常与人类沟通的神。在很多神话中，上神创世之后就退隐至天堂。巴鲁巴神话就有这样一个故事，上神从凡间退出，让人类去寻找他。相似的是，赫雷罗神话讲述了一位将人类放任给次级神灵的天神。在高度复杂文化的神话中，上神经常完全消失，被一种强大的多神信仰体系所取代。

### 创世神话
很多神话都有描述风俗、礼仪和身份起源的神话。古代和传统社会经常通过宣称他们的神或神话英雄确立了那些风俗来证明其合理性。例如，根据澳大利亚卡拉杰瑞神话，神话中的“Bagadjimbiri兄弟”确立了所有的风俗，包括他们小便时站的位置。

## 有关书目
- Arvidsson, Stefan, Aryan Idols. Indo-European Mythology as Science and Ideology. 2006. University of Chicago Press.
- Clifton, Dan Salahuddin, The Myth Of The Western Magical Tradition. 1998. C&GCHE
- Dickson, K. "Bibliography-in-Progress of Texts on Myths & Comparative Mythology". 11/12/09. Purdue University. 17 December 2009 web.ics.purdue.edu （页面存档备份，存于）
- Doniger, Wendy, The Implied Spider: Politics and Theology in Myth. 1998. New York: Columbia University Press [An introduction to comparative mythology]
- Doniger, Wendy, Splitting the Difference: Gender and Myth in Ancient Greece and India (Jordan Lectures in Comparative Religion, 1996-1997: School of Oriental and African Studies University of London). 1999. Chicago: University of Chicago Press
- Dumezil, Georges The Destiny of the Warrior. 1983. Berkeley: University of California Press
- Dumezil, Georges, The Plight of a Sorcerer. 1986. Berkeley: University of California Press
- Dumezil, Georges, Mitra-Varuna: An Essay on Two Indo-European Representations of Sovereignty. 1988. New York:Zone Books
- Friedrich, Paul, The Meaning of Aphrodite. 1978. Chicago: University of Chicago Press
- Girard, René, Violence and the Sacred. 1977. Baltimore: Johns Hopkins University Press
- Jamison, Stephanie, The Ravenous Hyenas and the Wounded Sun: Myth and Ritual in Ancient India . 1991. Ithaca: Cornell University Press
- Jamison, Stephanie, Sacrificed Wife / Sacrificer's Wife: Women, Ritual and Hospitality in Ancient India. 1996. New York: Oxford University Press
- Lévi-Strauss, Claude Myth and Meaning. 1995. New York: Schocken Books
- Lévi-Strauss, Claude, The Raw and the Cooked (Mythologiques Volume One). 1990. Chicago: University of Chicago Press
- Lévi-Strauss, Claude, From Honey to Ashes (Mythologiques Volume Two). 1973. New York: Harper and Row
- Lévi-Strauss, Claude, The Origin of Table-Manners (Mythologiques Volume Three). 1978. New York: Harper and Row
- Lévi-Strauss, Claude The Naked Man (Mythologiques Volume Four). 1990. Chicago: University of Chicago Press
- Lincoln, Bruce Theorizing Myth: Narrative, Ideology, and Scholarship. 1999. University of Chicago Press.
- Patton, Laurie; Doniger, Wendy (eds.), Myth and Method (Studies in Religion and Culture). 1996. Charlottesville: University Press of Virginia
- Puhvel, Jaan, Comparative Mythology. 1987. Baltimore: Johns Hopkins University Press
- van der Sluijs, Marinus Anthony, Traditional Cosmologies. The Global Mythology of Cosmic Creation and Destruction (4 Volumes). 2011. London: AllRound Publications (Table of Contents)
- White, David Gordon, Doniger, Wendy, Myths of the Dog-Man. 1991. Chicago: University of Chicago Press
- Witzel, Michael, The Origins of the World's Mythologies. 2010. New York: Oxford University Press
- Wise, R. Todd, A Neocomparative Examination of the Orpheus Myth As Found in the Native American and European Traditions, 1998. UMI.

### 相关期刊
- 比较神话学 Archive.today的存檔，存档日期2015-04-30
- 新比较神话学/Nouvelle Mythologie Comparée （页面存档备份，存于）
- Ollodagos
- Studia Mythologica Slavica （页面存档备份，存于）
- 神话研究杂志
- 日耳曼风俗和神话杂志